# Dorsum Buckland
Il Dorsum Buckland è un'ampia catena di creste lunari intitolata al geologo e paleontologo inglese William Buckland. Si trova nel Mare Serenitatis e ha una lunghezza di circa 380 km. 

Le creste hanno un'altezza che va dai 200 ai 300 metri e si sono formate a causa di sforzi di compressione vicino al centro del mare, forse sopra strutture sepolte del bacino.